# Fernando Tambroni
Fernando Tambroni-Armaroli (Ascoli Piceno, 25. studenog 1901. — Rim, 18. veljače 1963.), bio je talijanski političar i premijer Italije od 25. ožujka 1960. do 26. srpnja 1960. 
Tambroni je od 1948. bio poslanik u zastupničkom domu kao član stranke Democrazia Cristiana. Od 1952. do 1954. bio je ministar trgovačke mornarice, i nekoliko puta ministar unutarnjih poslova (od 1955). U vladi Antonia Segnia bio je ministar financija i proračuna. Njegova politika može se opisati desničarskom, od kada je raskinuo veze s talijanskom socijalističkom strankom (Partito Socialista Italiano) i uz pomoć postfašističke stranke MSI (Movimento Sociale Italiano) biva izabran za premijera u ožujku 1960. 
Tijekom njegovog mandata dolazi do nasilnog rastjerivanja jedne komunistističke demonstracije, i cenzure nekoliko filmova, između ostalih Felinijevog filma La Dolce Vita.
Tambroniova kontroverzna odluka davanja dozvole MSI-u za održavanje nacionalnog kongresa u Genovi, središtu otpora protiv fašizma, dovodi do demonstracija 30. lipnja 1960. lijevoorijentiranih sindikata u nekoliko talijanskih gradova (Genova, Rim, Catania i Licata), koje je policija na nasilan način prekinula. Tijekom policijske akcije bilo je i mrtvih. Tambroniju je vlastita stranka naložila da dadne ostavku na mjesto premijera.